# キングズソード
キングズソード（欧字名:King's Sword、2019年4月4日 - ）は、日本の競走馬。主な勝ち鞍は2023年のJBCクラシック、2024年の帝王賞。
馬名の意味は、王の剣。全兄キングズガードより連想。兄のような活躍を願って。

## 経歴

### 3歳（2022年）
1月10日中山ダート1800mの3歳新馬戦でデビュー。レースでは好スタートからハナを奪うと、最後の直線でレッドラパルマとの叩き合いを3/4差退けて逃げ切り勝ちを収める。その後の2戦はいずれも着外に終わったが、7月3日小倉ダート1700mの3歳以上1勝クラスで2勝目を挙げる。その後は再び勝ち切れないレースが続いていたが12月17日の赤穂特別では中団から脚を伸ばして先頭に立つと後続に10馬身差をつけ3勝目をマークし、3歳シーズンを終えた。

### 4歳（2023年）
2月25日の伊丹ステークスでは道中中団追走から最後の直線で早め先頭に立ったサンライズアリオンをクビ差差し切って4勝目を挙げ、オープン入りする。重賞初挑戦となった4月16日のアンタレスステークスでは後方から懸命に追い込んできたがプロミストウォリアの3着と惜敗。6月11日の三宮ステークスでは中団後方から鋭く脚を伸ばすと、最後はメイクアリープとの叩き合いをハナ差制しオープン特別初勝利をマークする。続く8月12日の阿蘇ステークスでは道中中団で追走し、最後の直線で先に抜け出したスレイマンを鋭く差し切ってオープン特別2連勝とした。11月3日に行われたJBCクラシックでは道中3・4番手の好位追走から直線で抜け出すと最後は逃げ粘るノットゥルノに4馬身差をつけ圧勝、JpnI初制覇を飾るとともに、鞍上のジョアン・モレイラにとっては外国人騎手初の同競走制覇ともなった。しかし2度目の鞍上となった岩田望来に乗り替わった東京大賞典では2番人気に推されながら5着。

### 5歳（2024年）
2月18日、JRAG1初出走で初のマイル戦となったフェブラリーステークスでは好スタートを切ったものの、中団の外へ出すと終始馬群の外を回ることになり、脚がたまり切らなかったが前半のハイペースで先行馬が崩れる中を追い上げたが5着に終わる。5月1日、かしわ記念で鞍上がモレイラに戻り、1番人気になるが不良馬場が合わず4着。6月26日、新馬戦以来のコンビとなる藤岡佑介を背に帝王賞に出走。スタートから好位につけて絶好の手応えで直線を抜け出すと、追いすがるウィルソンテソーロに1馬身3/4差をつけてJpn1の2勝目を挙げた。11月1日、左前屈腱炎が判明したとヒダカ・ブリーダーズ・ユニオンが公式サイトで発表した。クラブによると現時点では復帰を目指す予定となっている。

## 競走成績
以下の内容は、JBISサーチおよびnetkeiba.comに基づく。
| 競走日     | 競馬場 | 競走名         | 格   | 距離（馬場）  | 頭 数 | 枠 番 | 馬 番 | オッズ （人気） | 着順 | タイム （上り3F） | 着差 | 騎手        | 斤量 [kg] | 1着馬（2着馬）         | 馬体重 [kg] |
| ---------- | ------ | -------------- | ---- | ------------- | ----- | ----- | ----- | --------------- | ---- | ----------------- | ---- | ----------- | --------- | ---------------------- | ----------- |
| 2022.01.10 | 中山   | 3歳新馬        |      | ダ1800m（良） | 11    | 6     | 7     | 001.70（1人）   | 01着 | R1:56.8（38.8）   | -0.2 | 0藤岡佑介   | 56        | （レッドラパルマ）     | 500         |
| 0000.03.05 | 阪神   | 3歳1勝クラス   |      | ダ1800m（良） | 12    | 2     | 2     | 025.00（6人）   | 08着 | R1:55.6（41.3）   | -2.3 | 0藤岡康太   | 56        | ノットゥルノ           | 498         |
| 0000.06.05 | 中京   | 3歳上1勝クラス |      | ダ1400m（良） | 15    | 5     | 8     | 005.40（3人）   | 06着 | R1:24.7（36.7）   | -0.8 | 0今村聖奈   | 50        | モズリッキー           | 498         |
| 0000.07.03 | 小倉   | 3歳上1勝クラス |      | ダ1700m（良） | 13    | 8     | 13    | 002.20（1人）   | 01着 | R1:45.4（38.4）   | -0.7 | 0今村聖奈   | 50        | （ケイアイメビウス）   | 498         |
| 0000.07.24 | 小倉   | 岩国特別       | 2勝  | ダ1700m（良） | 16    | 1     | 1     | 007.10（3人）   | 05着 | R1:44.9（38.1）   | -0.4 | 0今村聖奈   | 54        | レガーメペスカ         | 500         |
| 0000.09.17 | 中京   | 大府特別       | 2勝  | ダ1800m（良） | 15    | 4     | 7     | 005.10（2人）   | 05着 | R1:53.0（37.8）   | -1.1 | 0今村聖奈   | 54        | ビヨンドザファザー     | 496         |
| 0000.11.26 | 阪神   | 3歳上2勝クラス |      | ダ1800m（稍） | 13    | 2     | 2     | 005.20（4人）   | 02着 | R1:51.9（38.2）   | -0.4 | 0今村聖奈   | 52        | ミッキーヌチバナ       | 498         |
| 0000.12.17 | 阪神   | 赤穂特別       | 2勝  | ダ1800m（稍） | 11    | 6     | 7     | 001.60（1人）   | 01着 | R1:53.2（37.1）   | -1.6 | 0川田将雅   | 56        | （ナムアミダブツ）     | 506         |
| 2023.02.25 | 阪神   | 伊丹S          | 3勝  | ダ1800m（稍） | 16    | 2     | 4     | 004.70（2人）   | 01着 | R1:51.1（36.3）   | -0.0 | 0岩田望来   | 57        | （サンライズアリオン） | 512         |
| 0000.04.16 | 阪神   | アンタレスS    | GIII | ダ1800m（重） | 15    | 6     | 11    | 006.60（2人）   | 03着 | R1:49.9（36.9）   | -0.4 | 0岩田康誠   | 57        | プロミストウォリア     | 506         |
| 0000.06.11 | 阪神   | 三宮S          | OP   | ダ1800m（重） | 15    | 1     | 1     | 002.10（1人）   | 01着 | R1:49.9（35.6）   | -0.0 | 0川田将雅   | 56.5      | （メイクアリープ）     | 502         |
| 0000.08.12 | 小倉   | 阿蘇S          | OP   | ダ1700m（良） | 16    | 2     | 4     | 002.10（1人）   | 01着 | R1:42.0（36.3）   | -0.2 | 0川田将雅   | 58        | （スレイマン）         | 502         |
| 0000.11.03 | 大井   | JBCクラシック  | JpnI | ダ2000m（良） | 10    | 8     | 9     | 007.40（4人）   | 01着 | R2:05.1（37.9）   | -0.9 | 0J.モレイラ | 57        | （ノットゥルノ）       | 514         |
| 0000.12.29 | 大井   | 東京大賞典     | GI   | ダ2000m（良） | 9     | 1     | 1     | 004.00（2人）   | 05着 | R2:07.7（37.6）   | -0.4 | 0岩田望来   | 57        | ウシュバテソーロ       | 510         |
| 2024.02.18 | 東京   | フェブラリーS  | GI   | ダ1600m（良） | 16    | 6     | 11    | 009.40（4人）   | 05着 | R1:36.0（37.0）   | -0.3 | 0岩田望来   | 58        | ペプチドナイル         | 520         |
| 0000.05.01 | 船橋   | かしわ記念     | JpnI | ダ1600m（不） | 13    | 8     | 13    | 003.30（1人）   | 04着 | R1:39.8（39.4）   | -0.8 | 0J.モレイラ | 57        | シャマル               | 523         |
| 0000.06.26 | 大井   | 帝王賞         | JpnI | ダ2000m（稍） | 13    | 8     | 12    | 004.50（3人）   | 01着 | R2:06.9（37.8）   | -0.3 | 0藤岡佑介   | 57        | （ウィルソンテソーロ） | 526         |

- 競走成績は2024年6月26日現在

## 血統表
| キングズソードの血統               | キングズソードの血統                              | キングズソードの血統                              | （血統表の出典）                                  | （血統表の出典）  |
| 父系                               | シアトルスルー系                                  | シアトルスルー系                                  | シアトルスルー系                                  |                   |
| 父 *シニスターミニスター 鹿毛 2003 | 父の父Old Trieste 栗毛 1995                       | A.P. Indy                                         | Seattle Slew                                      | Seattle Slew      |
| 父 *シニスターミニスター 鹿毛 2003 | 父の父Old Trieste 栗毛 1995                       | A.P. Indy                                         | Weekend Surprise                                  |                   |
| 父 *シニスターミニスター 鹿毛 2003 | 父の父Old Trieste 栗毛 1995                       | Lovlier Linda                                     | Vigors                                            | Vigors            |
| 父 *シニスターミニスター 鹿毛 2003 | 父の父Old Trieste 栗毛 1995                       | Lovlier Linda                                     | Linda Summers                                     |                   |
| 父 *シニスターミニスター 鹿毛 2003 | 父の母Sweet Minister 鹿毛 1997                    | The Prime Minister                                | Deputy Minister                                   | Deputy Minister   |
| 父 *シニスターミニスター 鹿毛 2003 | 父の母Sweet Minister 鹿毛 1997                    | The Prime Minister                                | Stick to Beauty                                   |                   |
| 父 *シニスターミニスター 鹿毛 2003 | 父の母Sweet Minister 鹿毛 1997                    | Sweet Blue                                        | Hurry up Blue                                     | Hurry up Blue     |
| 父 *シニスターミニスター 鹿毛 2003 | 父の母Sweet Minister 鹿毛 1997                    | Sweet Blue                                        | Sugar Gold                                        |                   |
| 母 キングスベリー 鹿毛 2004        | 母の父キングヘイロー 鹿毛 1995                    | *ダンシングブレーヴ                               | Lyphard                                           | Lyphard           |
| 母 キングスベリー 鹿毛 2004        | 母の父キングヘイロー 鹿毛 1995                    | *ダンシングブレーヴ                               | Navajo Princess                                   |                   |
| 母 キングスベリー 鹿毛 2004        | 母の父キングヘイロー 鹿毛 1995                    | *グッバイヘイロー                                 | Halo                                              | Halo              |
| 母 キングスベリー 鹿毛 2004        | 母の父キングヘイロー 鹿毛 1995                    | *グッバイヘイロー                                 | Pound Foolish                                     |                   |
| 母 キングスベリー 鹿毛 2004        | 母の母リボンストロベリー 鹿毛 1997                | *デインヒル                                       | Danzig                                            | Danzig            |
| 母 キングスベリー 鹿毛 2004        | 母の母リボンストロベリー 鹿毛 1997                | *デインヒル                                       | Razyana                                           |                   |
| 母 キングスベリー 鹿毛 2004        | 母の母リボンストロベリー 鹿毛 1997                | ハローキティー                                    | *ラシアンルーブル                                 | *ラシアンルーブル |
| 母 キングスベリー 鹿毛 2004        | 母の母リボンストロベリー 鹿毛 1997                | ハローキティー                                    | ハードエントリー                                  |                   |
| 母系(F-No.)                        | アストニシメント(GB)系(FN:7-c)                    | アストニシメント(GB)系(FN:7-c)                    | アストニシメント(GB)系(FN:7-c)                    | [ § 2 ]           |
| 5代内の近親交配                    | Northern Dancer 5×5（母内）、Squander 5×5（母内） | Northern Dancer 5×5（母内）、Squander 5×5（母内） | Northern Dancer 5×5（母内）、Squander 5×5（母内） | [ § 3 ]           |
| 出典                               | 1. 2. 3.                                          | 1. 2. 3.                                          | 1. 2. 3.                                          | 1. 2. 3.          |

- 明治時代に日本に輸入された小岩井農場の基礎輸入牝馬の1頭・アストニシメントを祖とする歴史ある牝系の出身で、8代母エベレストの子孫には本馬のほかにチトセホープ、オフサイドトラップ、スズパレード、ブルーコンコルドなどの活躍馬がいる。